# تشيما روسا
تشيما روسا (بالإنجليزية: Cima Rossa)‏ هو أحد جبال سلسلة جبال الألب ليبونتيني وجزء من القمة الأم فوغيلبيرغ يقع في كانتون غراوبوندن وكانتون تيسينو، سويسرا. يبلغ ارتفاع الجبل حوالي 3161 متر، بينما يبلغ ارتفاع نتوء الجبل 236 متر.